# Niwki Książęce
Niwki Książęce (deutsch Fürstlich Niefken) ist eine Ortschaft mit einem Schulzenamt der Landgemeinde Międzybórz im Powiat Oleśnicki der Woiwodschaft Niederschlesien in Polen.

## Geschichte

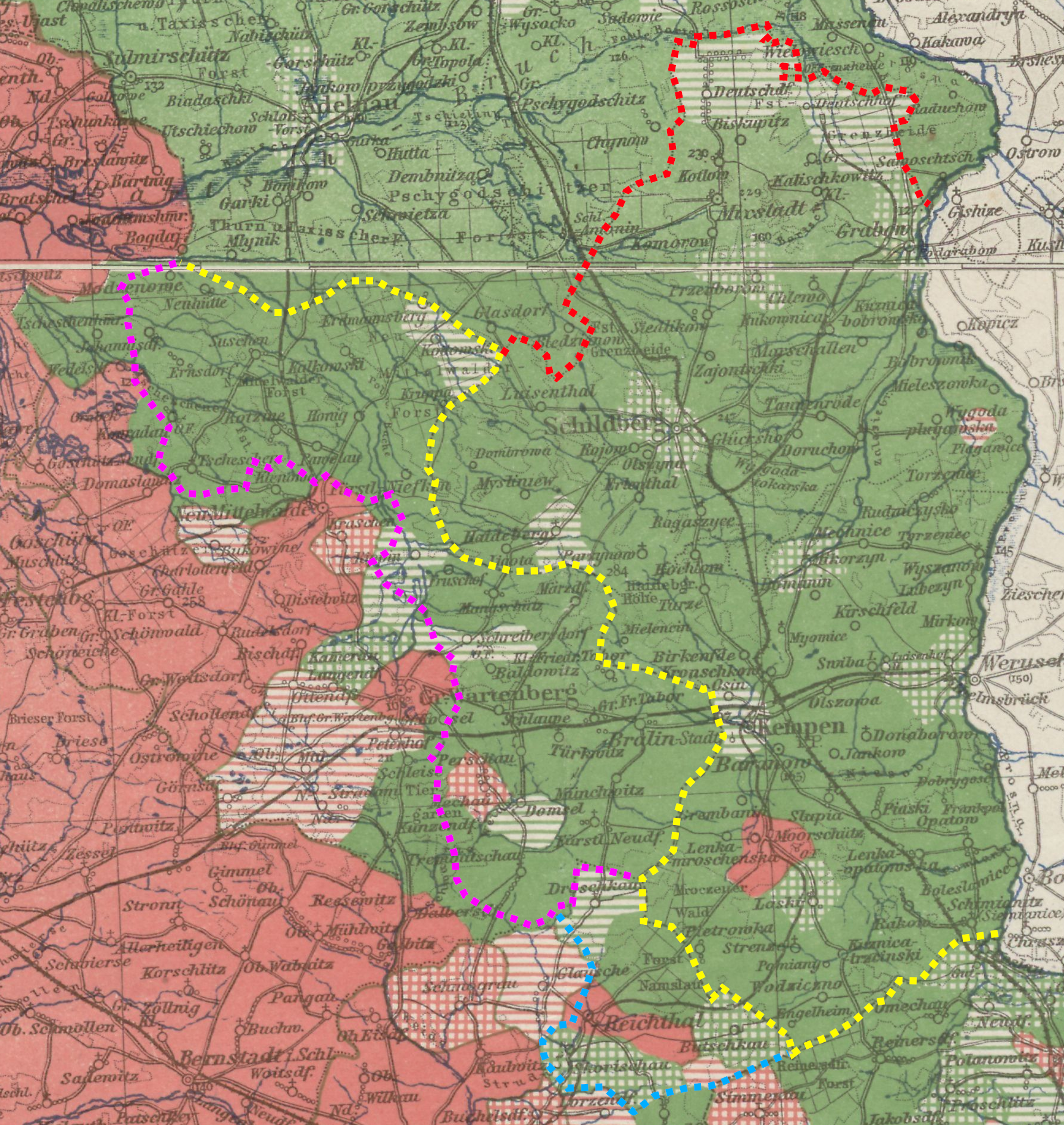
Sprachkarte aus dem Jahr 1910: Gelbe gestrichelte Linie: schlesisch-großpolnische Grenze, rosarote gestrichelte Linie: neue Grenze aus dem Jahr 1920

Der Ort Niwki bzw. Niefken (niwki, plural für niwka – Ackerfeld) gehörte von 1818 bis 1920 dem schlesischen Landkreis Groß Wartenberg an. Mit dem überwiegend polnischsprachigen Ostteil des Landkreises wurde Niwki Książęce, das Dorf und das Gutsgebiet, zum 10. Januar 1920 infolge des Versailler Vertrags vom Deutschen Reich an das wiedergegründete Polen abgetreten. Seitdem war Niwki Książęce mit der Woiwodschaft Posen bzw. Großpolen verbunden, das Dorf lag zunächst im Powiat Ostrzeszowski, ab 1932 im Powiat Kępiński, das Gutsgebiet dagegen im Powiat Odolanowski, ab 1932 im Powiat Ostrowski.
Im Jahr 1921 gab es in der Gemeinde Niwki Książęce im Powiat Ostrzeszów 74 Häuser mit 460 Einwohnern, davon hielten 394 sich für deutscher und 66 für polnischer Nationalität, 403 waren evangelisch, 57 römisch-katholisch. Das Gutsgebiet im Powiat Odolanów hatte dagegen nur 2 Häuser mit 13 Einwohnern.
Beim Überfall auf Polen 1939 wurde das Gebiet von den Deutschen besetzt und dem  Landkreis Kempen (Dorf) und dem Landkreis Ostrowo (Gutsgebiet) im Reichsgau Wartheland zugeordnet. Nach dem Krieg verließ die Mehrheit der evangelischen Dorfbevölkerung den Ort. Der evangelische Friedhof meistens mit deutschsprachigen Aufschriften ist verlassen und verfallen.
Im Jahr 1956 wurde das Dorf Niwki Książęce an die Gemeinde Międzybórz in der Woiwodschaft Breslau angeschlossen und damit rückte es administrativ zu Schlesien, und zwar als der einzige ehemalig schlesische Ort der Abtrennung des Jahres 1920. Der gleichnamige Gutsgebiet blieb dagegen administrativ großpolnisch.